# Franz Wilhelm van den Wyenbergh
Franz Wilhelm van den Wyenbergh (* 14. Mai 1854 in Kempen; † 12. August 1932 in Kevelaer) war Goldschmied in Kevelaer.

## Leben
Sein Vater war der Buchbinder Franz van den Wyenbergh in Kempen.
Bevor er am 1. Dezember 1881 in das Atelier des Kempener Goldschmieds Franz Xaver Hellner eintrat, war er in Münster tätig. Bei Hellner war er noch bis mindestens zum 15. Januar 1883 beschäftigt. Wann er nach Kevelaer kam, ist nicht mehr bekannt. In den Akten des Stadtarchivs Kevelaer wird er durch ein Schriftstück vom 1. Dezember 1894 nachgewiesen, mit dem er beantragte, hinter seinem Wohnhaus an der Hauptstr. Nr. 12 eine „Goldschmiede-Werkstätte“ einzurichten. Die Akte ist nicht vollständig, aber es lässt sich ersehen, dass zunächst baupolizeiliche Einwände gegen die Verwirklichung des Vorhabens gesprochen haben.
Im Adressbuch für Handel und Gewerbe der Kreise Geldern, Cleve und Moers des Jahres 1897 ist er allerdings tatsächlich im Haus mit der Nr. 12 verzeichnet. Im Adressbuch des Kreises Geldern 1910 ist er bzw. sein Betrieb dann als Goldschmied auf der Hauptstr. 23 eingetragen.

## Arbeiten
Einige von ihm geschaffene Kunstwerke bzw. Stücke seiner Werkstatt, in der zeitweise bis zu 30 Mitarbeiter arbeiteten, konnten gefunden werden:
Ankum, Pfarrkirche St. Nikolaus:
- Altaraufsatz samt Tabernakel (vor 1914)

Brühl-Badorf, Pfarrkirche St. Pantaleon:
- Turmmonstranz (1888)

Düsseldorf, Pfarrkirche St. Rochus:
- Kelch (1897)
- Kelch (1898)
- Altarkreuz (um 1900)
- Altarkreuz (1905)
- Monstranz (1907)
- Ziborium (1915)

Goch, Collegium Augustinianum Gaesdonck:
- Baldachin-Expositorium (um 1900)

Kalkar-Grieth, Pfarrkirche St. Peter und Paul:
- Kelch (1891)

Kevelaer, Pfarrkirche St. Marien:
- Kelch, Silber, vergoldet (1903)
- Einband des Rituale (1904)

Koblenz, Pfarrkirche St. Kastor:
- Krone (1900)

Münster, Priesterseminar:
- Goldschmiedearbeiten des Altars

Münster, Pfarrkirche St. Josef:
- Tabernakeltür für Hochaltar (1905)

Steyl (Niederlande), Doppelkirche St. Michael:
- Monstranz (1901)

Wachtendonk, Pfarrkirche St. Michael:
- Tabernakel (1900)

Wachtendonk-Wankum, Pfarrkirche St. Martin:
- Taufkanne und Schüssel (1897)
- Vortragekreuz (1901)
- Bruderschaftsstabspitzen (1904)

Weeze-Wemb, Pfarrkirche Heilig-Kreuz:
- Tabernakel (1897)

Weißenthurm, Pfarrkirche hl. Dreifaltigkeit:
- Tabernakel zum Hochaltar, vergoldetes Messingblech (1901/1902, restauriert)
- Turmmonstranz, Silber vergoldet (1902)
- Vortragekreuz, Messing, neoromanisch (1902)
- Standkreuz, Messing, neoromanisch (wahrscheinlich 1902)
- sechs Altarleuchter, Messing, neoromanisch (1902)
- Rauchfass, Messing, neoromanisch (1902)
- Messingbeschläge, neoromanisch (1902) für neueres Missale